# 评《水浒》运动
评《水浒》运动是中华人民共和国文化大革命期间的政治运动。
1975年8月13日，北京大学中文系教师芦荻向毛泽东请教关于几部中国古典小说的评价问题。毛泽东先讲了《三国演义》、《红楼梦》等作品，然后又谈到《水浒传》。毛泽东针对芦荻提出的“《水浒》一书的好处在哪里”的问题，对《水浒传》作了评论，说：“《水浒》这部书，好就好在投降。做反面教材，使人民都知道投降派。《水浒》只反贪官，不反皇帝。”此后，芦荻整理了毛泽东的谈话稿。
8月14日，中共中央发出1975年196号文件《毛主席关于〈水浒〉的谈话》，全文转发了上述文稿。
8月14日，四人帮在获得毛泽东关于《水浒传》的谈话内容后，通过控制的报刊进行宣传，以敲击意图否定文化大革命的一派。江青称《水浒传》的要害是“排斥晁盖，架空晁盖”，暗示周恩来、邓小平是宋江、吴用，以架空毛泽东:27。8月28日，《红旗杂志》发表评论员文章《重视对〈水浒〉的评论》。
8月31日，《人民日报》发表署名“竺方明”的文章《评〈水浒〉》，其中说：“古往今来，革命阵营中总会出现叛徒、出现投降派。宋江，是古代的投降派。修正主义者，向国内资产阶级和外国帝国主义投降，是现代投降派。刘少奇、林彪一类，推行修正主义路线，复辟资本主义，就是对内搞阶级投降主义、对外搞民族投降主义。在社会主义历史阶段，要反修、防修，坚持无产阶级专政下的继续革命，就必须知道投降派、识别投降派、反对投降派。”
9月4日，《人民日报》发表社论《开展对〈水浒〉的评论》。
9月20日，周恩来在进手术室之前，高呼：“我是忠于党、忠于人民的！我不是投降派！”